# Одноелектронний хімічний зв'язок
Одноелектронний хімічний зв'язок — найпростіший хімічний зв'язок, що зумовлює існування молекулярних сполук завдяки кулонівському утриманню двох атомних ядер одним електроном. Головні риси одноелектронного хімічного зв'язку — це зниження повної енергії молекулярної системи, порівняно з енергією ізольованих атомів та атомних фрагментів, з яких вона утворена, а також суттєвий перерозподіл електронної густини в області одноелектронного хімічного зв'язку, порівняно з простим накладенням електронної густини атома та атомного фрагмента, зближених на відстань зв'язку.
Поведінку електрона в одноелектронному хімічному зв'язку визначають закони квантової механіки і описує рівняння Шредінгера з урахуванням статистичної інтерпретації хвильової функції М. Борна. В одноелектронному хімічному зв'язку сили відштовхування (Fвідшт) двох додатно заряджених ядер атомів (n+) компенсує сила притягання до єдиної від'ємно зарядженої елементарної частинки — електрона (e-).
Одноелектронний хімічний зв'язок виходить за рамки як електронної теорії хімічного зв'язку Льюїса, так і теорії валентних зв'язків, оскільки в одноелектронному хімічному зв'язку немає ні електронної пари (дублету електронів), ні перекриття атомних орбіталей, ні взаємодії спінів електронів.
Механізм утворення одноелектронного хімічного зв'язку можна описати в межах теорії молекулярних орбіталей:
|  | Природу хімічного зв'язку в H2+ можна пояснити не тільки на основі теореми віріалу, але й за допомогою теореми Гельмана — Фейнмана. З розподілу заряду випливає, що на кожне ядро діє сила притягання з боку сферичних симетричних зарядів, які центруються на ядрах, і перекривного заряду, центрованого посередині між ядрами. «Власний» сферичний заряд, зрозуміло, ніяк не впливає на ядро. Інший сферичний заряд буде лише частково екранувати своє ядро, так що між ядрами виникає сила відштовхування, котра при R = Re буде зрівноважена силою притягання кожного ядра до перекривного електронного заряду.Оригінальний текст (рос.) Природа химической связи в H2+ может быть объяснена не только исходя из теоремы вириала, но и с помощью теоремы Гельмана — Фейнмана. Из распределения заряда следует, что на каждое ядро действует сила притяжения со стороны сферических симметричных зарядов, центрированных на ядрах, и заряда перекрывания, центрированного посередине между ядрами. «Собственный» сферический заряд, разумеется, не оказывает на ядро никакого влияния. Другой сферический заряд будет лишь частично экранировать своё ядро, так что между ядрами возникает сила отталкивания, которая при R = Re будет уравновешена силой притяжения каждого ядра к электронному заряду перекрывания. |

Отже, в рамках теорії молекулярних орбіталей густина заряду в молекулі H2+ складається з густин сферично симетричних зарядів, що оточують кожне ядро, і еліпсоїдної густини заряду перекриття; останній обумовлений добутком атомних орбіталей і великий лише там, де вони мають досить великі значення і сильно перекриваються.

## Довжина одноелектронного хімічного зв'язку

Рис. 2. Орбітальні радіуси елементів (r_{a}) та довжина одноелектронного хімічного зв'язку (d)

Довжина одноелектронного хімічного зв'язку в молекулярному йоні водню H2+, чисельно рівна між'ядерній відстані, становить 1,06 Å і дорівнює подвоєному борівському радіусу a0 = 0,53 Å — найбільш імовірному радіусу електронної оболонки атома водню в стабільному стані. Таким чином, одноелектронний хімічний зв'язок у молекулярному йоні водню H2+ утворюється ніби дотиком двох електронних оболонок атомів водню (рис. 2). Якщо у двоелектронному ковалентному хімічному зв'язку половина його довжини визначала ковалентний радіус атома, то в одноелектронному хімічному зв'язку половина його довжини визначає орбітальний радіус атома.

## Молекулярні йони лужних металів
Відомо, що лужні метали утворюють молекулярні йони з одноелектронним хімічним зв'язком.
Характеристику одноелектронного хімічного зв'язку в молекулярних іонах лужних металів наведено в таблиці.
| Атом | Молекулярний іон, Me2+ | Довжина зв'язку, d, Å | Орбітальний радіус атома, ra, Å |
| ---- | ---------------------- | --------------------- | ------------------------------- |
| Li   | Li 2 +                 | 3,14                  | 1,57                            |
| Na   | Na 2+                  | 3,43                  | 1,72                            |
| K    | K 2 +                  | 4,18                  | 2,09                            |
| Rb   | Rb 2 +                 | 4,44                  | 2,22                            |
| Cs   | Cs 2 +                 | 4,70                  | 2,35                            |

Існування молекулярних іонів лужних металів Li2+ , Na2+, K2+, Rb2+ , Cs2+, у яких хімічний зв'язок створює єдиний валентний електрон, розширює та доповнює поняття хімічного зв'язку. У перелічених іонах ні про яку взаємодію спінів електронів та перекриття електронних хмар не йдеться. Єдиний зв'язувальний електрон локалізується в просторі між ядрами в місці дотикання електронних оболонок атомів і утримує їх разом, утворюючи хімічну систему.